# Віковий дуб (Верхня Хортиця)
Вікови́й дуб — ботанічна пам'ятка природи місцевого значення в Україні. Розташована на території міста Запоріжжя, в місцевості Верхня Хортиця, на вул. Героїв 37-го батальйону, 62. 
Площа 0,05 га. Статус присвоєно згідно з рішенням Запорізького облвиконкому від 10.03.1971 року № 115. Перебуває у віданні: Дніпровський райкомунгосп.